# 小行星13269
小行星13269（13269 Dahlstrom）是一颗绕太阳运转的小行星，为主小行星带小行星。该小行星于1998年8月17日发现。

## 轨道参数
小行星13269的轨道半长轴为2.4101681 UA，离心率为0.081。